# Saaranpaskantamasaari
A ilha Saaranpaskantamasaari é uma ilha da Finlândia, situada no lago Onkamojärvi
Saaranpaskantamasaari situa-se perto da fronteira Finlândia-Rússia.
Administrativamente pertence ao município de Salla, e à região da Lapónia. Está desabitada.